# Ана Фајт
Ана Фајт, рођена Фенингер аустријска је алпска скијашица. Такмичи се у свим дисциплинама у Светском купу. Победница је у укупном поретку Светског купа (велики кристални глобуси) у сезонама 2013/14.. и 2014/15.. У наведеним сезонама је освојила и мале кристалне глобусе као најуспешнија у поретку велеслаломашица. Освајачица је златних медаља у супервелелеслалому на Зимским олимпијским играма у Сочију 2014. и на светским првенствима у Гармиш-Партенкирхену и Бивер Крику. У такмичењима Светског купа остварила је четрнаест победа а четрдесет три пута се пласирала међу прве три. Сезону 2015/16. је у потпуности пропустила због тешке повреде колена коју је претрпела у октобру 2015. године.. На Олимпијским играма у Пјонгчангу 2018. освојила је сребро у супервелеслалому.

## Кристални глобуси
| Сезона   | Дисциплина |
| -------- | ---------- |
| 2013/14. | Укупно     |
| 2013/14. | Велеслалом |
| 2014/15. | Укупно     |
| 2014/15. | Велеслалом |

## Успеси у светском купу
- 15 победа (11 у велеслалому, 3 у супервелеслалому, 1 у суперкомбинацији)

| Сезона                               | Датум              | Место               | Дисциплина       |
| ------------------------------------ | ------------------ | ------------------- | ---------------- |
| 2011/12. 1 победа (1 ВС)             | 28. децембар 2011. | Лијенц              | Велеслалом       |
| 2012/13. 3 победе (2 ВС, 1 СВ)       | 28. децембар 2012. | Семеринг            | Велеслалом       |
| 2012/13. 3 победе (2 ВС, 1 СВ)       | 3. март 2013.      | Гармиш-Партенкирхен | Супервелеслалом  |
| 2012/13. 3 победе (2 ВС, 1 СВ)       | 9. март 2013.      | Офтершванг          | Велеслалом       |
| 2013/14. 4 победе (4 ВС)             | 28. децембар 2013. | Лијенц              | Велеслалом       |
| 2013/14. 4 победе (4 ВС)             | 6. март 2014.      | Оре                 | Велеслалом       |
| 2013/14. 4 победе (4 ВС)             | 7. март 2014.      | Оре                 | Велеслалом       |
| 2013/14. 4 победе (4 ВС)             | 16. март 2014.     | Ленцерхајде         | Велеслалом       |
| 2014/15. 6 победа (4 ВС, 1 СВ, 1 СК) | 25. октобар 2014.  | Зелден              | Велеслалом       |
| 2014/15. 6 победа (4 ВС, 1 СВ, 1 СК) | 21. фебруар 2015.  | Марибор             | Велеслалом       |
| 2014/15. 6 победа (4 ВС, 1 СВ, 1 СК) | 1. март 2015.      | Банско              | Суперкомбинација |
| 2014/15. 6 победа (4 ВС, 1 СВ, 1 СК) | 2. март 2015.      | Банско              | Супервелеслалом  |
| 2014/15. 6 победа (4 ВС, 1 СВ, 1 СК) | 13. март 2015.     | Оре                 | Велеслалом       |
| 2014/15. 6 победа (4 ВС, 1 СВ, 1 СК) | 23. март 2015.     | Мерибел             | Велеслалом       |
| 2016/17.. 1 победа (1 СВ)            | 17. децембар 2017. | Вал д'Изер          | супервелеслалом  |